# Краснотурански рејон
Краснотурански рејон (рус. Краснотуранский район) је општински рејон у јужном делу Краснојарске Покрајине, Руске Федерације.
Административни центар рејона је насеље Краснотуранск (рус. Краснотуранск), које се налази удаљено 535 км јужно од Краснојарска.
Рејон лежи у јужном делу Покрајине, на десној обали реке Јенисеј, смештен између две планине: Туран и Краснаја. 
Крајем XVII и почетком XVIII века, у овим областима живела су разна племена Јенисејских Киргизка, Којбали, Бајкотовци и друге. Руски Козаци су почели да се населе у ова подручја у почетком XVIII века, а 1697. почело се са изградњом великог затвора на ушћу реке Абакан. Крајем XIX у рејон су почели да се досељавају многи Руси из европског дела Русије, па се насеље знатно проширило. 
Године 1917. у рејону је било три пута више насеља, него што је сада (око 90), у коме је живело око 18.000 људи. Највеће насеље је постало Абакан. По овом насељу, и Октобарске револуције, рејон се називао Абакански. Међутим, након револуције, комунистичке власти мењају име насељу, а тим и рејону. Ново име је комбинација имена планина Турана и Краснајекоје, које леже на рубовима рејона.
Изградњом ланца хидроелектрана у овом рејону, половином XX века, многа стара насеља су нестала. А нека новија ближе Краснотурску су основана.
Суседни територије рејона су:
- север: Новосјоловски рејон;
- североисток: Балахтински рејон;
- исток: Идрински рејон;
- југоисток: Курагински рејон;
- југозапад: Назаровски рејон;
- југ: Минусински рејон;
- запад: Република Хакасија.

Укупна површина рејона је 3.462 km².
Укупан број становника рејона је 14.548 (2014).